# Broquiès
Broquiès település Franciaországban, Aveyron megyében. Lakosainak száma 612 fő (2022. január 1.). Broquiès Brousse-le-Château, Les Costes-Gozon, Lestrade-et-Thouels, Saint-Izaire, Le Truel és Villefranche-de-Panat községekkel határos.

## Népesség
A település népessége az elmúlt években az alábbi módon változott:
| Lakosok száma | 1022 | 752  | 652  | 652  | 619  | 606  | 612  | 608  | 609  | 612  |
|               | 1968 | 1982 | 1990 | 2006 | 2013 | 2015 | 2017 | 2019 | 2020 | 2022 |